# Alicia Raquel Hartridge
Alicia Raquel Hartridge Lacoste (Morón, 28 de septiembre de 1927-4 de noviembre de 2021) fue una mujer argentina conocida por ser la primera dama de Argentina entre 1976 y 1981 por su matrimonio con el dictador Jorge Rafael Videla.

## Biografía
Nacida en  Morón, provincia de Buenos Aires, el 28 de septiembre de 1927, fue hija de Samuel Alejandro Hartridge Parkes y María Isabel Lacoste Álvarez.
En 1948, a los veintiún años de edad, contrajo nupcias con Jorge Rafael Videla (n. 1925), con quien tuvo siete hijos.
Se convirtió en primera dama en 1976 cuando, luego del golpe de Estado de ese año, el teniente general Videla asumió como presidente de la Nación, con la dictadura cívico-militar autodenominada «Proceso de Reorganización Nacional».
Falleció en la ciudad de Buenos Aires el 4 de noviembre de 2021, ocho años después de la muerte de su esposo.